# Caloptilia quercinigrella
Caloptilia quercinigrella är en fjärilsart som först beskrevs av Charles Russell Ely 1915.  Caloptilia quercinigrella ingår i släktet Caloptilia och familjen styltmalar. Inga underarter finns listade i Catalogue of Life.